# Wikimania
Wikimania je letna konferenca za uporabnike projektov Wiki, ki jih koordinira Fundacija Wikimedia.
Prva konferenca se je odvijala avgusta 2005 v nemškem Frankfurtu na Majni. Predavatelji so na njej predstavili študije in opazovanja Wikipedije in ostalih projektov pod koordinacijo fundacije Wikimedia, kulturo in tehnologijo ter koncepte in prakse prostih informacij. Program je vseboval predstavitve, delavnice in vodenja v povezavi z raziskavami sistemov Wiki in drugih prostih del. Večina predavanj je potekala v angleščini, povzetki in drug material s konference pa je preveden v več jezikov. 
Wikimanija je zdaj vsakoleten dogodek z raznolikim programom, ki tematsko obsega vse wikije, pa tudi sorodne teme v povezavi z odprtim znanjem. Na Wikimanii podeljujejo priznanja Wikimedijec leta zaslužnim članom skupnosti in funkcionarjem.

## Seznam
| Logotop                                                       | Ime            | Datum          | Kraj                        | Št. udeležencev                        |
| ------------------------------------------------------------- | -------------- | -------------- | --------------------------- | -------------------------------------- |
|                                                               | Wikimania 2005 | 4.–8. avgust   | Frankfurt, Nemčija          | 380                                    |
|                                                               | Wikimania 2006 | 4.–6. avgust   | Cambridge, Mass., ZDA       | 400                                    |
|                                                               | Wikimania 2007 | 3.–5. avgust   | Tajpej, Tajvan              | 440                                    |
|                                                               | Wikimania 2008 | 17.–19. julij  | Aleksandrija, Egipt         | 650                                    |
|                                                               | Wikimania 2009 | 26.–28. avgust | Buenos Aires, Argentina     | 559                                    |
| Logo of the Wikimania 2010 conference, held in Gdańsk, Poland | Wikimania 2010 | 9.–11. julij   | Gdansk, Poljska             | ok. 500                                |
|                                                               | Wikimania 2011 | 4.–7. avgust   | Haifa, Izrael               | 720                                    |
|                                                               | Wikimania 2012 | 12.–15. julij  | Washington, D.C., ZDA       | 1400                                   |
|                                                               | Wikimania 2013 | 7.–11. avgust  | Hong Kong, Kitajska         | 700                                    |
|                                                               | Wikimania 2014 | 6.–10. avgust  | London, Združeno kraljestvo | 1762                                   |
|                                                               | Wikimania 2015 | 15.–19. julij  | Ciudad de México, Mehika    | 800                                    |
|                                                               | Wikimania 2016 | 21.–28. junij  | Esino Lario, Italija        | 1365                                   |
|                                                               | Wikimania 2017 | 9.–13. avgust  | Montréal, Québec, Kanada    | 915                                    |
|                                                               | Wikimania 2018 | 18.–22. julij  | Cape Town, Južna Afrika     | več kot 700                            |
|                                                               | Wikimania 2019 | 14.–18. avgust | Stockholm, Švedska          | več kot 800                            |
| 2020: odpadlo zaradi pandemije covida-19                      |                |                |                             |                                        |
|                                                               | Wikimania 2021 | 13.–17. avgust | spletno                     |                                        |
|                                                               | Wikimania 2022 | 11.–14. avgust | spletno                     |                                        |
|                                                               | Wikimania 2023 | 15.–20. avgust | Singapur in spletno         | 761 v živo in več kot 2105 prek spleta |
|                                                               | Wikimania 2024 | 6.–10. avgust  | Katovice, Poljska           | več kot 2200                           |
|                                                               | Wikimania 2025 | 5.–9. avgust   | Nairobi, Kenija             | več kot 1000 (v živo in prek spleta)   |
|                                                               | Wikimania 2026 | 21.–25. julij  | Pariz, Francija             |                                        |